# Atlas Australis
Atlas Australis je soubor 24 hvězdných map oblastí jižní oblohy od deklinace -30°. Sestavil ho Antonín Bečvář stejným způsobem jako Atlas Eclipticalis, který je Atlasem Australis doplňován.